# Cabeza de la Virgen vista de tres cuartos, mirando a la derecha
La Cabeza de la Virgen en vista de tres cuartos hacia la derecha es un dibujo sobre papel a lápiz pierre noir y tiza roja, atribuido al pintor florentino Leonardo da Vinci y conservado en el Museo Metropolitano de Arte de Nueva York .
Este dibujo, cuyas dimensiones se han visto reducidas por la eliminación de determinadas partes existentes en el momento de su creación, es un retrato de una cabeza de mujer . Se trata de un estudio preparatorio para la cabeza de la Virgen María del cuadro La Virgen y el Niño con Santa Ana del Museo del Louvre .
Probablemente ejecutado entre 1507 y 1513, pertenece a una serie de estudios que datan en gran parte del inicio de la creación del cuadro en 1502-1503, cada uno centrado en un detalle particular. El motivo de la trenza es en gran parte diferente, pero se encuentra en las copias del estudio; los investigadores consideran que esta obra es uno de los argumentos a favor de la teoría de que estas copias son prototipos a tamaño natural del cuadro del Louvre.
En esta obra se aprecian todas las habilidades de Leonardo da Vinci como dibujante, en particular su maestría en el uso de los materiales gráficos y la representación del sfumato, dando como resultado una obra de una poética y una belleza incomparables.

## Descripción
La Cabeza de la Virgen en tres cuartos mirando hacia la derecha fue realizada en una hoja de papel rectangular de 20,3 × 15,6 cm. Al parecer, varios años después de su creación, fue amputada con anchas tiras por los cuatro lados, como demuestran las copias realizadas por seguidores, como la conservada en el Museo Albertina de Viena (fechada entre 1508 y 1513 y de 22,7 × 26 cm): muestra así el cuello y el cabello de la mujer, ausentes en el dibujo tal y como puede verse hoy.
Sobre una preparación de tiza roja, el dibujo se ejecuta con lápiz pierre noire, pastel y nuevamente con tiza roja. Hay algunos rastros de reflejos de tiza blanca. Además, hay algunos restos de contornos de encuadre en la parte superior derecha, hechos con pluma y tinta, que no son de la mano del maestro. Por último, la esquina superior izquierda de la hoja lleva una inscripción que sigue siendo indescifrable para los investigadores.
El dibujo es un retrato de una mujer joven, a la que solamente se le ve la cabeza. Inclinada hacia abajo, su rostro se ve en una vista de tres cuartos en su lado derecho. Su cabello forma dos trenzas sujetas por un velo en la parte superior de su cabeza, mientras que un mechón cuelga sobre su mejilla izquierda.

## Historia

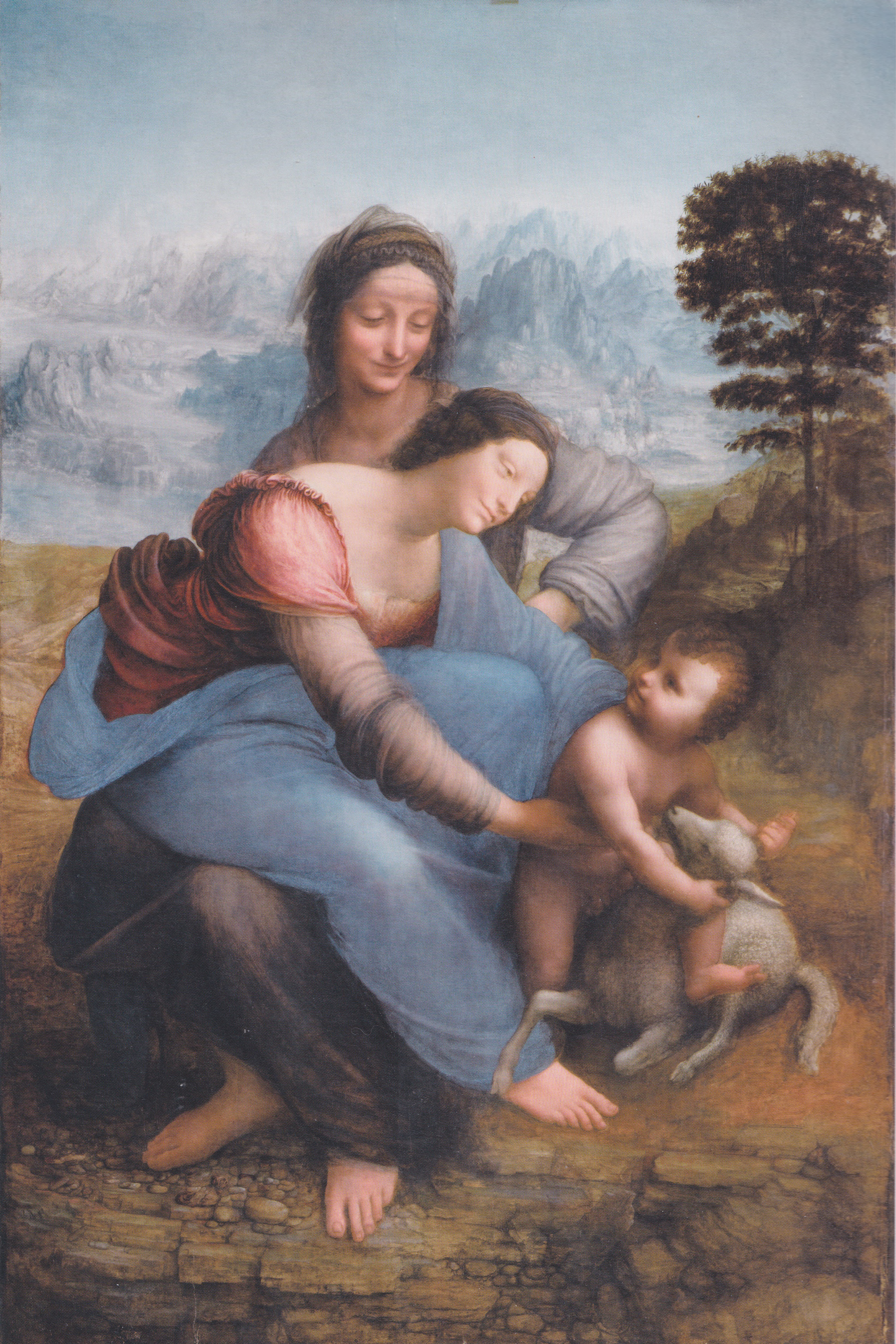
El dibujo fue creado como parte de La Virgen y el Niño con Santa Ana (1503-1519, Museo del Louvre, n.º inv. 776).

Leonardo da Vinci tenía más de cincuenta y cinco años cuando creó el dibujo de La cabeza de la Virgen en vista de tres cuartos hacia la derecha en los años 1508-1510. En 1508 inició lo que se conoce como su «segundo período milanés», que duró hasta septiembre de 1513. Ya era lo suficientemente famoso como para que poderosos mecenas italianos y otros europeos compitieran por sus servicios como ingeniero y artista: primero Isabel de Este y César Borgia a principios de siglo,luego el rey Luis XII de Francia y sus subordinados., como su secretario de Estado Florimond Robertet y el gobernador que había enviado a Milán, Charles d'Amboise. Leonardo, que había huido de los franceses durante la invasión del ducado de Milán en 1499, finalmente entró al servicio del rey Luis XII en 1507.
A pesar de su autodeclarado distanciamiento de la pintura, Leonardo produjo varias obras durante este período: Salvator Mundi (después de 1507), La Scapigliata (1508), Leda y el cisne (1508) y Baco (1510-1515). Además, llevaba varios años trabajando en una Virgen y el Niño con Santa Ana, aunque aún no está claro quién la encargó: la obra que ahora se encuentra en el Louvre, iniciada en 1502-1503, estaba sin duda en fase de proyecto hacia 1507-1508, sobre todo porque el pintor la abandonó probablemente entre 1504 y 1507.
Dos tipos de estudios están directamente relacionados con este cuadro: los que permitieron la creación de la tabla, y los que constituyeron «los cambios finales decididos por el maestro» y son, por tanto, los más alejados en el tiempo del mismo. Con su característica «técnica muy compleja y original», La cabeza de la Virgen en tres cuartos mirando hacia la derecha pertenece firmemente a este segundo grupo. En esta época, la pintura estaba lo suficientemente avanzada como para que Leonardo ya no pudiera modificar la composición general. Su tarea consiste, pues, en ejecutar y perfeccionar los detalles, incluidos los peinados de los protagonistas: realiza una docena de estudios destinados a afinar el dibujo inicial, entre ellos el estudio de La cabeza de la Virgen en tres cuartos mirando hacia la derecha.
La creación de este estudio es relativamente tardía en comparación con el inicio de la producción del cuadro, que se remonta a 1503. Vincent Delieuvin lo sitúa en «circa 1507-1510», Sarah Taglialagamba y Carlo Pedretti en «circa 1510», mientras que Carmen C. Bambach y la página web del museo propietario lo sitúan en «1510-1513».

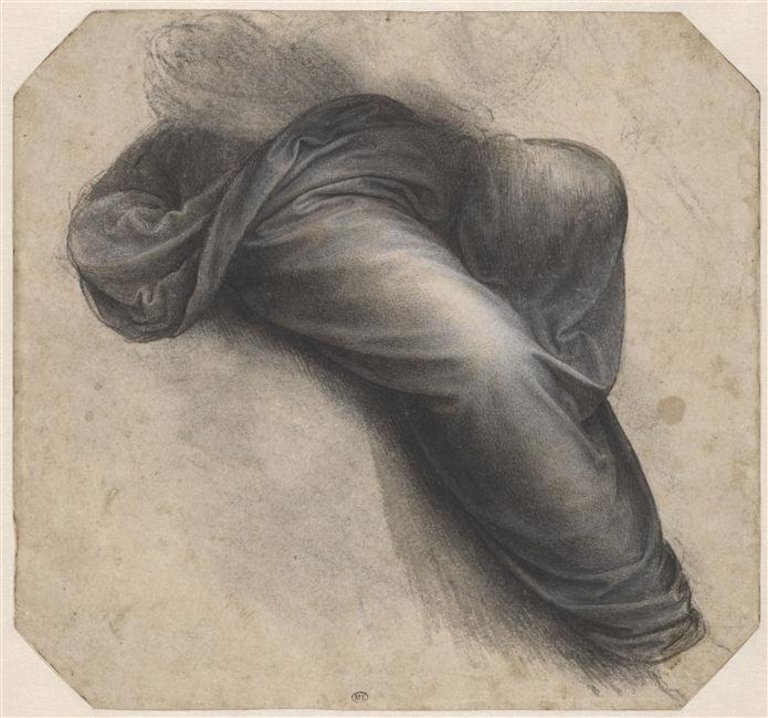
Drapeado de la Virgen, hacia 1507-1510, París, Departamento de Artes Gráficas, Museo del Louvre, INV 2257.
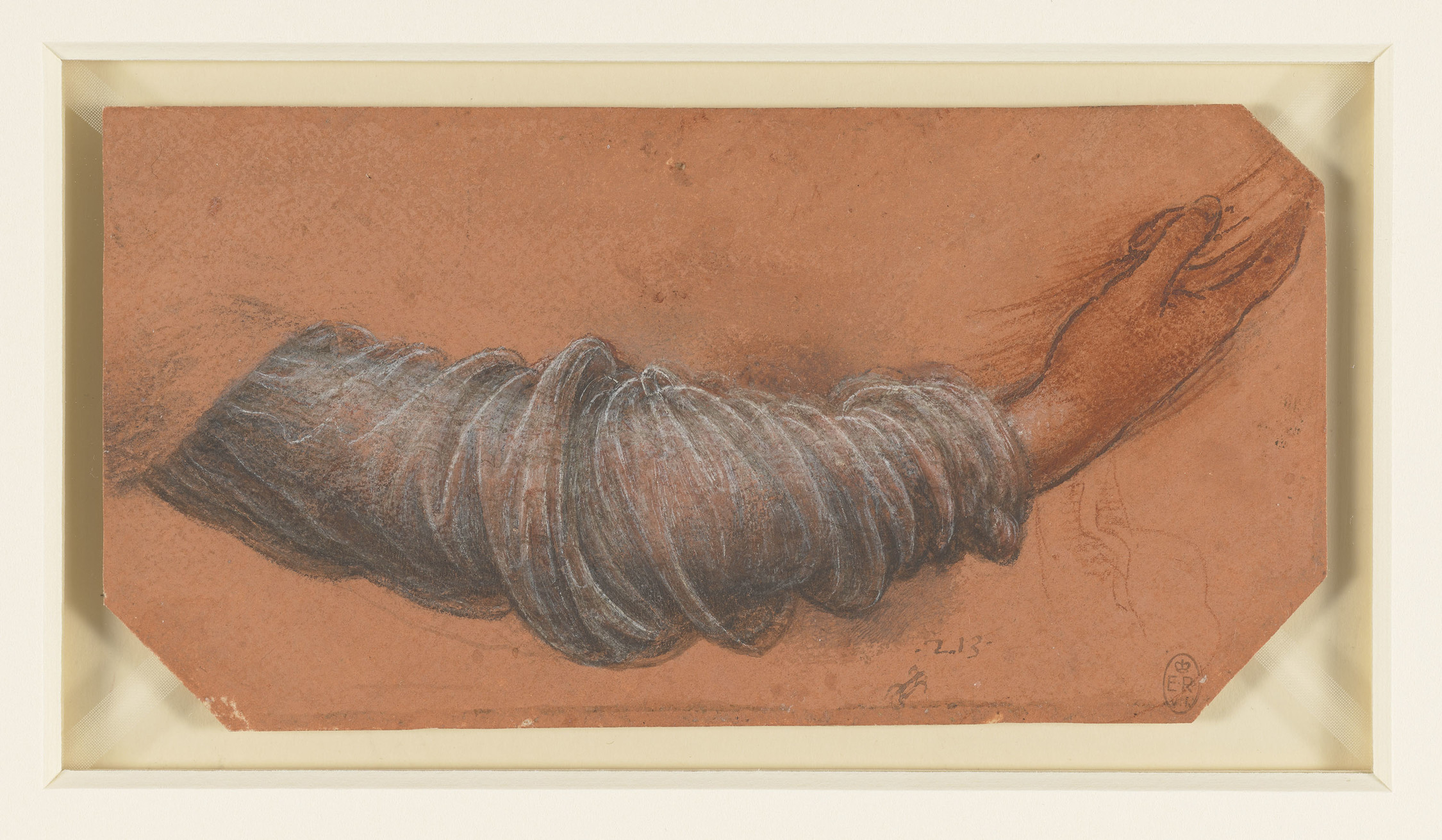
Brazo de la Virgen, hacia 1510-1515, Castillo de Windsor, No. inventario RCIN 912532.

### Asignación

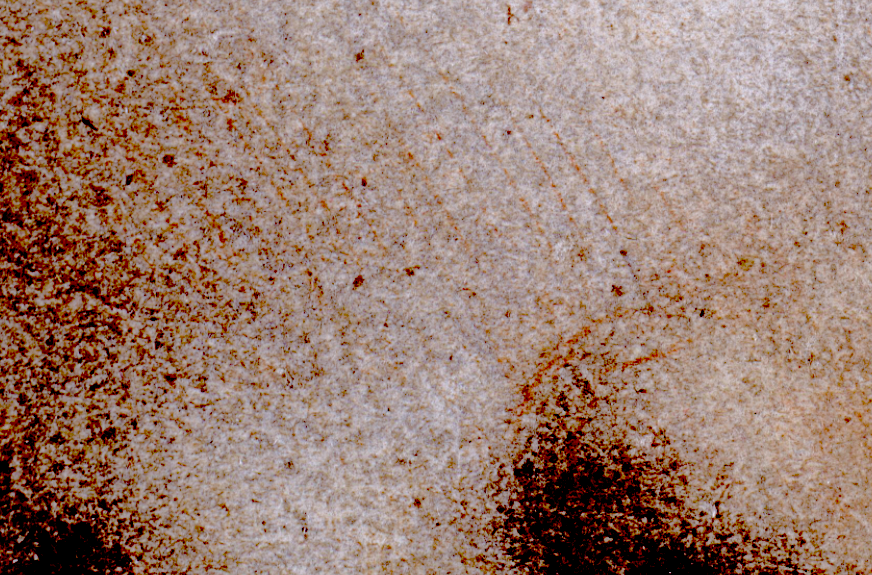
Detalle del pómulo derecho (imagen retocada digitalmente): se aprecian finas rayas cruzadas de tiza roja típicas de un zurdo.

Aunque la atribución de esta obra a Leonardo da Vinci ya estaba prevista, fue objeto de acalorados debates en la comunidad científica antes de que comenzara el siglo XXI. En particular, fue el carácter excesivamente perfecto de la obra lo que avergonzó a muchos investigadores, en palabras de Carmen C. Bambach. Bambach lo expresa así: su mágica belleza la hace sospechosa. En 1966, el historiador del arte alemán Walter Vitzthum escribió que el dibujo recuerda más a la mente de Walter Pater que a la mano de Leonardo.
Sin embargo, a principios del siglo XXI empezaron a surgir nuevos elementos. Tan solo observando la obra a simple vista, Carmen C. Bambach descubrió en abril de 2002 un rayado paralelo específico de una mano zurda, en particular en la región de la mejilla derecha, cerca de la nariz, hallazgo confirmado por análisis fotomicrográficos. Además, consideró que las investigaciones anteriores no habían podido llegar a estas observaciones porque hasta entonces los científicos sólo habían estudiado la obra a través de instantáneas fotográficas, que por tanto no lograban captar la sutileza del trabajo del artista. Además, en 2005 se descubrió en el reverso de la hoja una «T» trazada con tinta gris-marrón. Se trata de la marca utilizada en los dibujos y manuscritos de Leonardo da Vinci pertenecientes a la colección Melzi-Leoni.

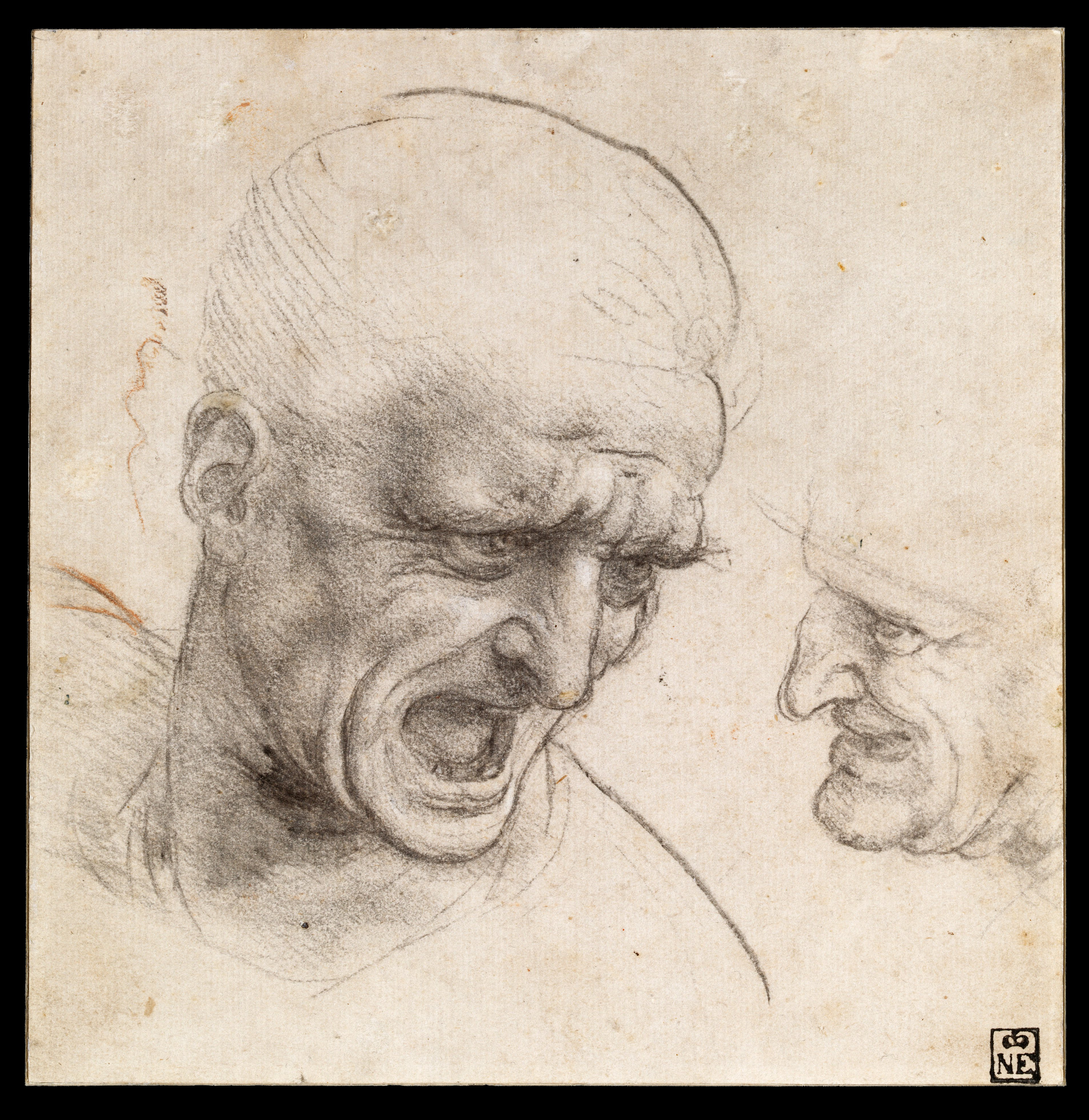
Leonardo da Vinci, Estudio recto para la cabeza de un soldado en la Batalla de Anghiari, 1504-1505, Budapest, Museo de Bellas Artes, n.º inv. 1775.

Este descubrimiento refuerza la hipótesis de la atribución a Leonardo da Vinci. Los argumentos estilísticos y técnicos esgrimidos por los partidarios de esta hipótesis se reforzaron aún más: en primer lugar, la técnica empleada aquí es similar a la del Estudio recto para la cabeza de un soldado en la batalla de Anghiari, contemporáneo de la obra (1504-1505) y con una preparación idéntica en tiza roja.Además, parece que la obra representa una condensación de las investigaciones del pintor sobre los fenómenos ópticos, dando como resultado un sfumato muy homogéneo y fluido.
Desde entonces, la mayoría de los historiadores del arte coincidieron en que La cabeza de la Virgen en vista tres cuartos hacia la derecha era de Leonardo da Vinci: Carlo Pedretti, y después de él, Sarah Taglialagamba, Carmen C. Bambach, Pietro C. Bambach, Pietro C. Marani y Vincent Delieuvin. Sin embargo, algunos todavía cuestionaban su autenticidad, como Frank Zöllner, que expresó su escepticismo al no mencionarlo en sus catálogos razonados de las obras pintadas y gráficas del pintor. Por último, pero no menos importante, la obra presenta una serie de intervenciones que el análisis científico indica que no son autógrafas: retoques con pluma y tinta, así como ligeros intentos de restauración que explican algunos de los pasajes más oscuros en la mejilla derecha, la nariz y labios.

### Trayectoria de la obra
Sólo recientemente se ha podido seguir la evolución de la obra tras su creación. Perteneciente a la colección de dibujos de Charles Greville (1763-1832), fue heredada por su sobrino, el IV conde de Warwick George Guy Greville (1818-1893). Posteriormente fue vendido en Christie's, Londres, los días 20 y 21 de mayo de 1896, y adquirido por el químico y coleccionista de arte Ludwig Mond (1839-1909), también en Londres. Pasó a posesión de Lady Gwen Melchett de Landford, luego a su familia, donde permaneció hasta su adquisición por el Museo Metropolitano de Arte de Nueva York en 1951 en la venta de Sotheby's del 23 al 24 de mayo de 1951.

## Un estudio paraLa Virgen y el Niño con Santa Ana
Reconocido unánimemente como estudio para la obra antes citada, este estudio en particular se centra en la disposición del peinado: en efecto, a este nivel, el dibujo muestra una superposición de trazos, correspondientes a tantas proposiciones que hacen del dibujo algo nebuloso. Sin embargo, esta disposición no se encuentra en el cartón utilizado para la realización del cuadro del Louvre, ni en el cuadro mismo, sino en varias versiones de estudio, que adquirieron así el estatuto de prototipos pintados a tamaño natural de La Virgen y el Niño con Santa Ana: parece, pues, que el estudio representa una reflexión iniciada después de la realización del cartón. Se sitúa durante la realización del cuadro, cuando el artista -que ya no podía modificar la composición general, entonces demasiado avanzada- se encontraba en una fase de investigación, maduración y refinamiento de los detalles (drapeados, peinados y gestos de los protagonistas).

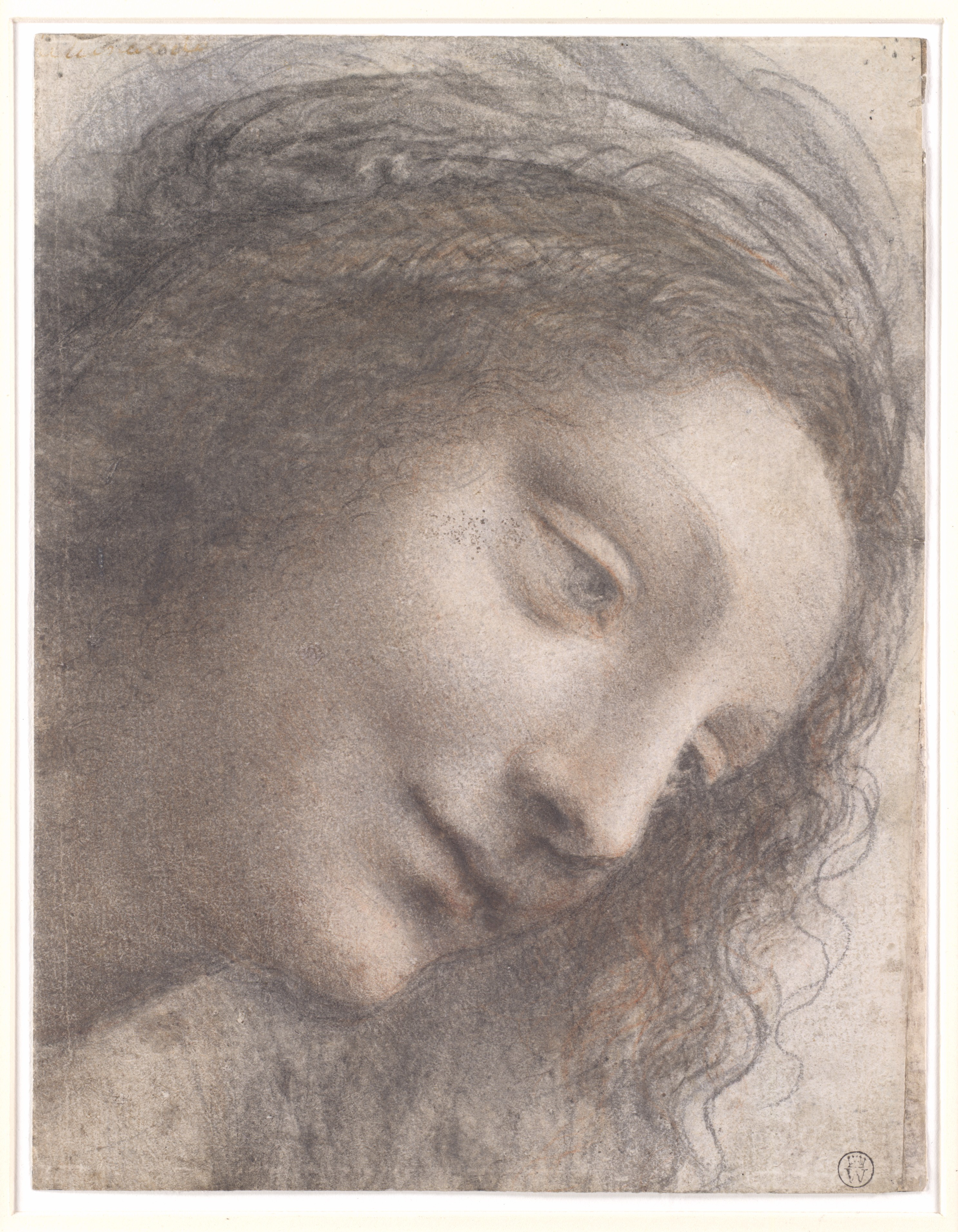
Estudio de La cabeza de la Virgen en vista de tres cuartos mirando hacia la derecha.
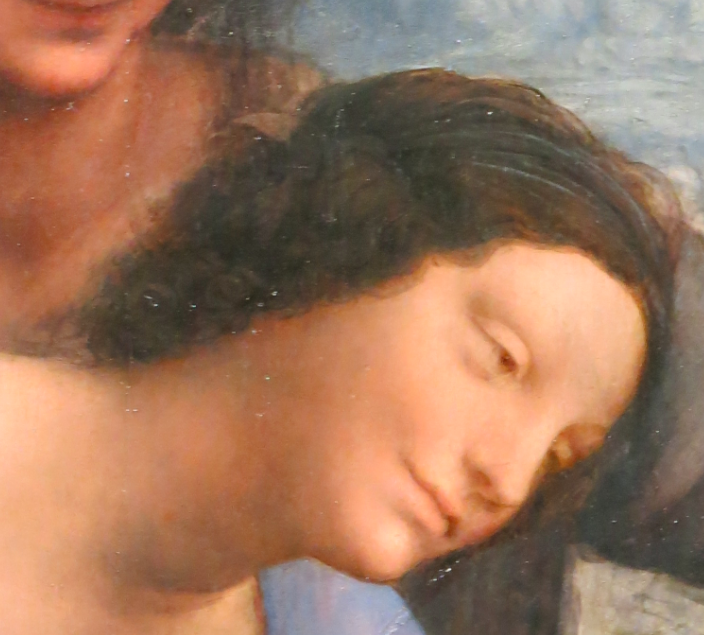
Cabeza de la Virgen en La Virgen y el Niño con Santa Ana (detalle, 1503-1519, París, Museo del Louvre, n.º inv. 776).

## Análisis

### Una técnica inigualable

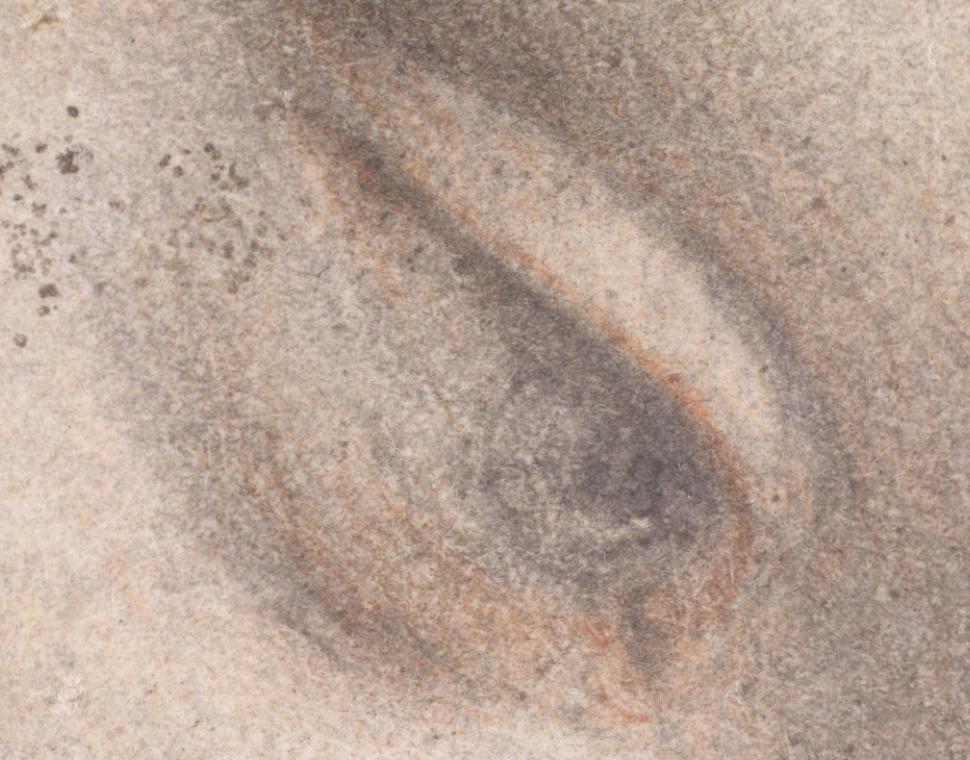
Detalle de los ojos: tiza roja y lápiz pierre noire mezclados armoniosamente.

Este estudio en particular difiere de los anteriores estudios de cabezas del maestro «en que es más pictórico y más natural»: el pintor utilizó una técnica incomparable para lograr una poética y una belleza notables que sus seguidores fueron incapaces de alcanzar.

### Materiales
Para crear una obra con un juego de luces muy fino y suave, Leonardo da Vinci realizó primero una preparación difuminando con tiza roja. A continuación, dibujó los contornos del rostro con lápiz pierre noire de tono gris, seguido de trazos de tiza roja: esto es particularmente visible en el párpado y el lagrimal.Para animar el velo y el cabello se utilizó un lápiz pierre noire más oscuro. A continuación, el artista creó el sombreado «con una admirable fusión de lápiz pierre noire difuminado y finos trazos rojos paralelos, creando transiciones de luz muy sutiles».Esta complementariedad de las dos tizas es uno de los primeros ejemplos de la «técnica de las tizas gemelas», que sería adoptada por los pintores manieristas dos generaciones más tarde. Por último, la obra se realza con reflejos blancos visibles en las zonas claras del puente de la nariz y alrededor del ojo derecho. Por el contrario, los reflejos en el ojo eran el resultado de una reserva de materia en el papel.

### El arte delsfumato

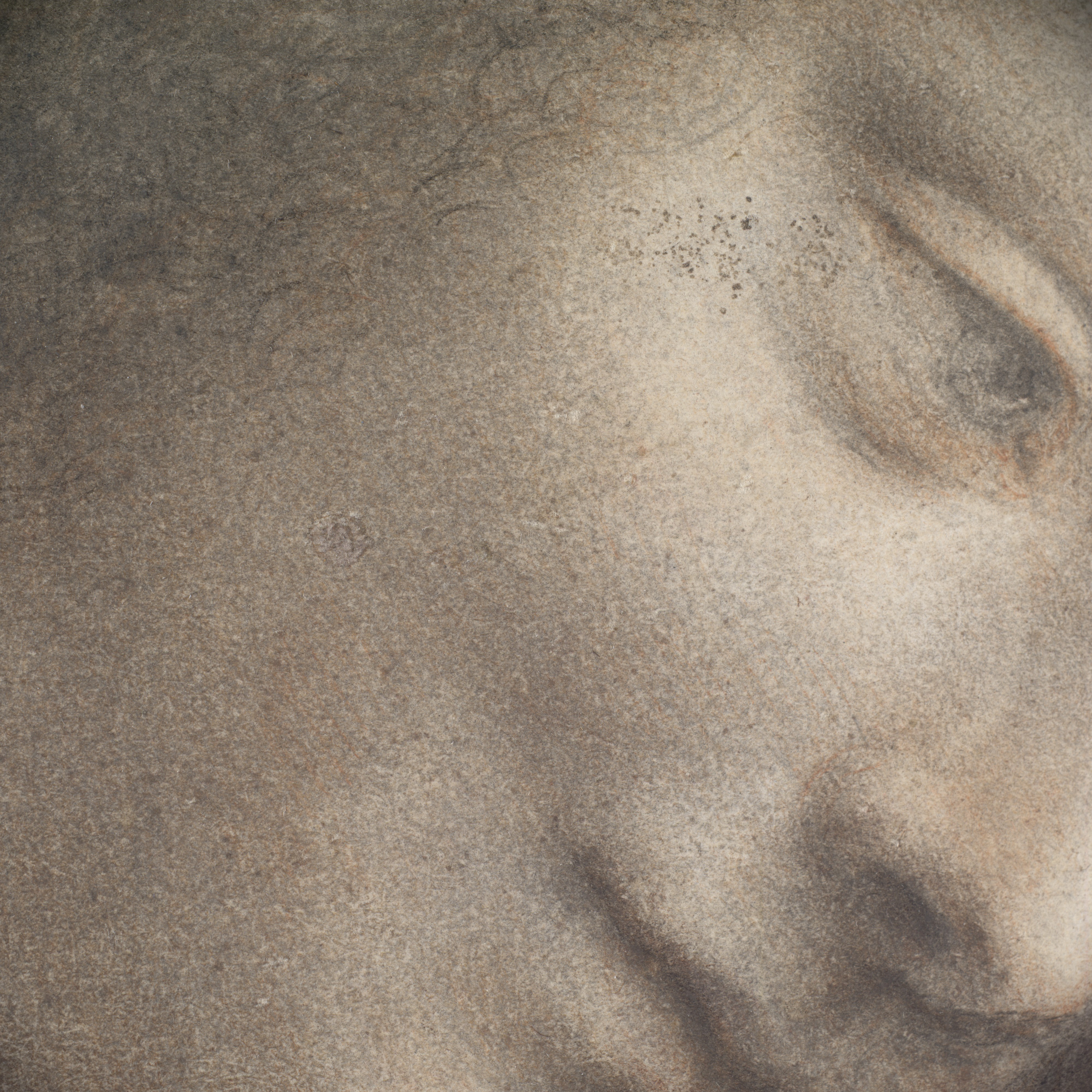
Un primer plano de la mejilla revela los efectos del sfumato (detalle).

El uso del sfumato es característico del artista: se trata de una técnica pictórica que teoriza en sus escritos:

Asegúrate de que tus luces y sombras se mezclan como el humo, sin líneas ni rayas.

Esta técnica consistía en crear la ilusión de disolución atmosférica de las formas en relieve mediante el uso del sombreado y la difuminación de todos los trazos del dibujo, unificando y fluidificando así las transiciones de luz y sombra.
Aunque la técnica también se utilizó en el cabello, es especialmente evidente en el rostro, donde se combinan mechas y difuminados con tiza roja y lápiz pierre noire. Paradójicamente, el sfumato está tan bien dominado que constituyó un obstáculo para el análisis de los rasgos constitutivos del dibujo y, por tanto, para una atribución definitiva a Leonardo da Vinci.

## Posteridad

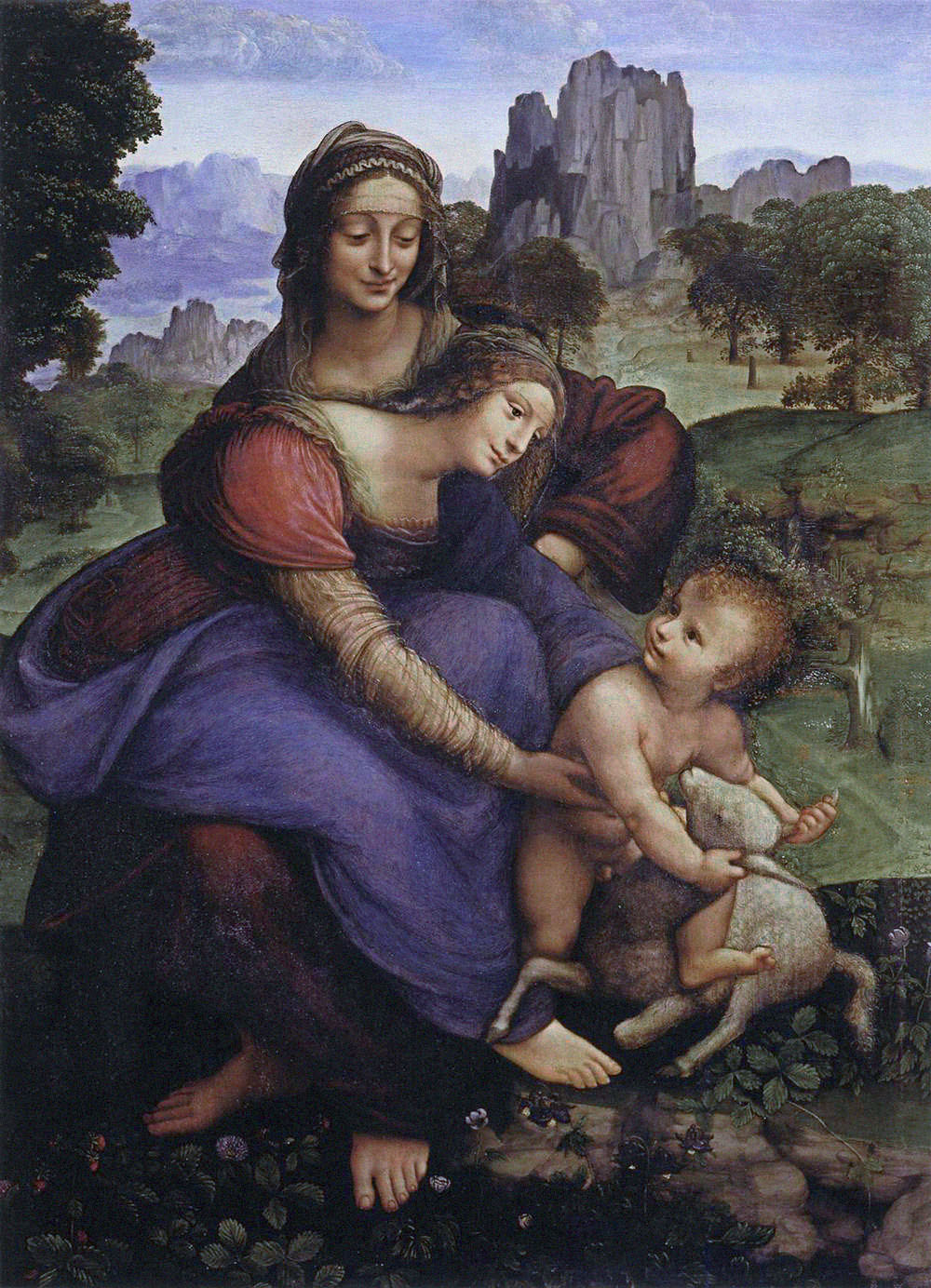
Seguidor de Leonardo da Vinci, La Virgen y el Niño con Santa Ana, hacia 1514-1515, Florencia, Galería Uffizi, n°. inv. 1890, norte. 737.

El dibujo de La cabeza de la Virgen en tres cuartos mirando hacia la derecha es un estudio para un cuadro. Sin embargo, se encuentra menos en La Virgen y el Niño con Santa Ana que en las copias de estudio de la composición del maestro, como indica la disposición de la cofia —es decir, la trenza y los velos que la cubren— ausente del cuadro conservado en el Louvre. Este peinado se encuentra, por ejemplo, en una copia fechada en 1514-1515 y conservada en la Galería de los Uffizi de Florencia.

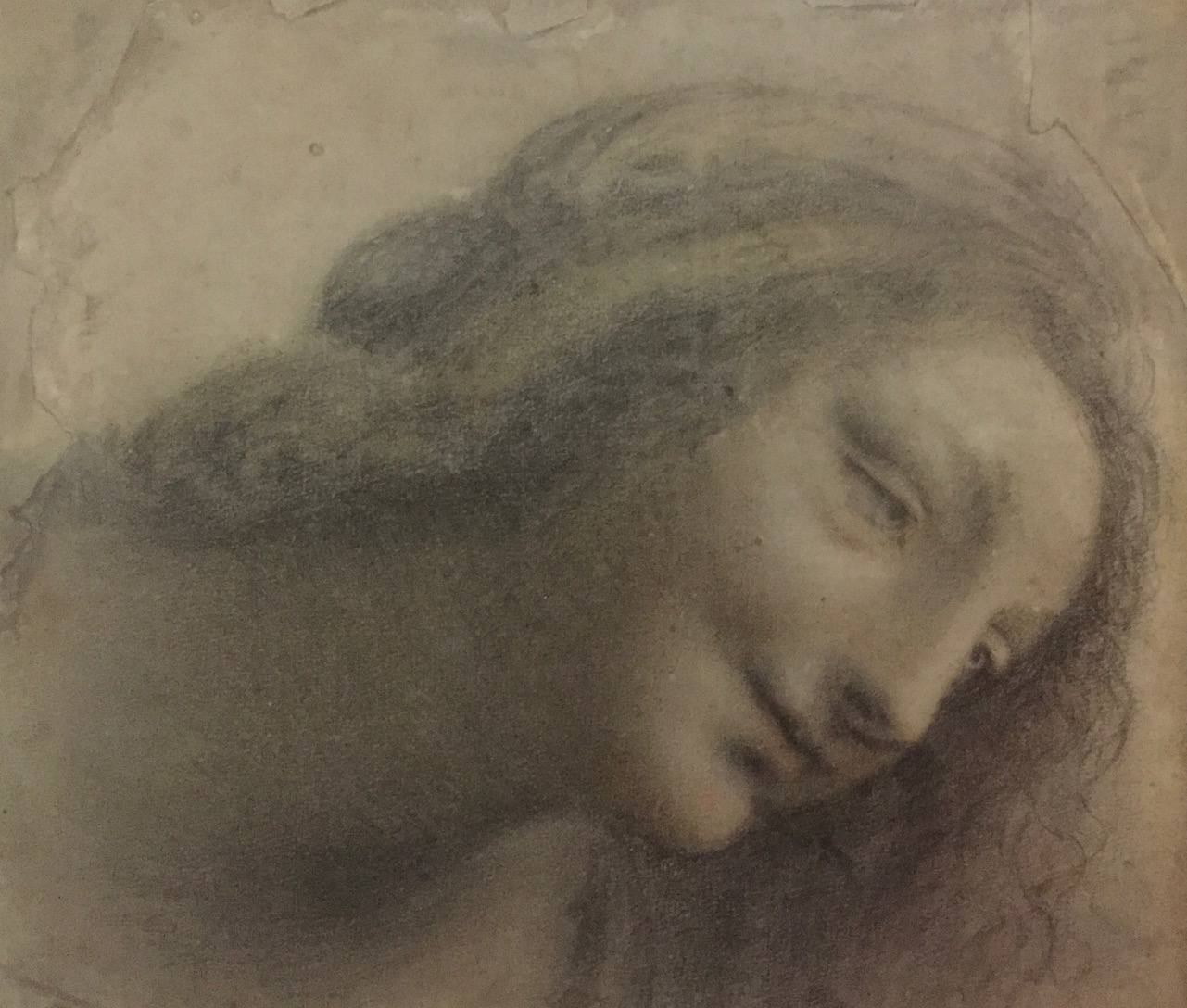
Seguidor de Leonardo da Vinci (podría ser Salai), Cabeza de la Virgen, entre 1508 y 1513, Viena (Austria), Museo Albertina, inv. n.º 17613.

El dibujo fue objeto de copias por parte de seguidores, entre ellos uno en particular que a veces incluso se atribuyó al maestro, y en cualquier caso fue contemporáneo suyo. En la actualidad, este dibujo se atribuye a Salai con grandes reservas. Su interés reside en el hecho de que tiene un formato mayor que el original, lo que hace pensar a los investigadores que correspondía al formato original de este último
Asimismo, una copia también contemporánea del gran pintor se conserva actualmente en Milán, en la Biblioteca Ambrosiana (bajo el inv. f 263 inf. n. 76): no es una copia exacta, particularmente en la disposición de la trenza, lo que confirma la dificultad de lectura del dibujo original, fruto de sucesivas adiciones de trazos por parte de Leonardo da Vinci. Es sobre todo la técnica del rojo sobre rojo la que lleva a los investigadores a atribuir el dibujo al círculo de los seguidores inmediatos del pintor.

Recuerdo del dibujo de Odilon Redon La cabeza de la Virgen en tres cuartos mirando hacia la derecha
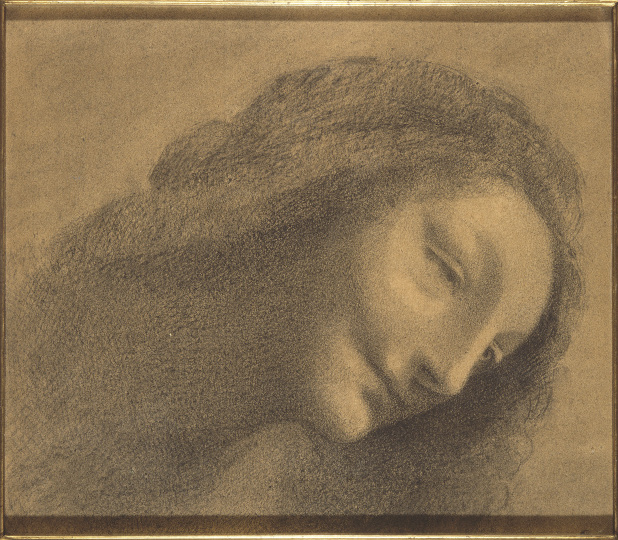
Odilon Redon, Cabeza de Virgen, 1867-1868, París, Museo de Orsay, n.º inv. RF 40891.
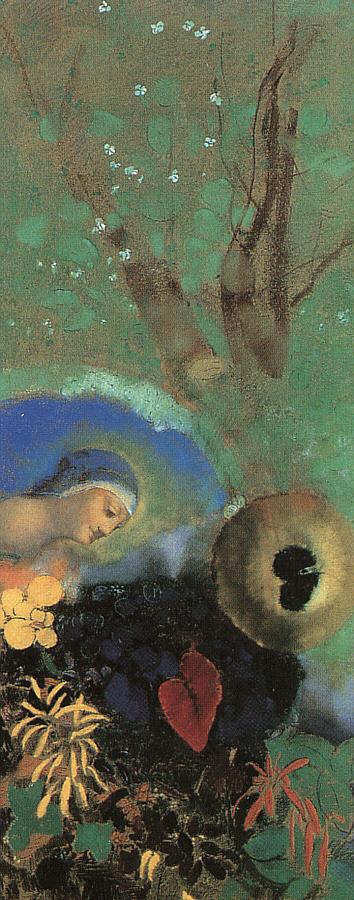
Odilon Redon, Homage à Léonard de Vinci, hacia 1914, Ámsterdam, Museo Stedelijk, n.º de inv. A-6439.

El dibujo siguió inspirando a artistas siglos después, como Odilon Redon, admirador declarado del genio florentino, que realizó una copia hacia 1867-1868. Pero lo hizo a partir de una fotografía del dibujo que se encuentra en el Museo Albertina, de ahí el formato correspondiente. Unos años más tarde, hacia 1914, utilizó el motivo en su cuadro Hommage à Léonard de Vinci: Aquí, la Virgen ha sido interpretada como una figura que preside un renacimiento de la naturaleza, un panteísmo. Leonardo, que siempre ha sido una fuente de inspiración para Redon, es el artista que, habiéndose sumergido en el misterio de la naturaleza, fue capaz de reproducir su armonía.